# Casicea, Constanța
Casicea (în trecut Maior (P.) Chiriacescu ) este un sat în comuna Amzacea din județul Constanța, Dobrogea, România. Se află în partea de sud a județului, în Podișul Negru Vodă. La recensământul din 2002 avea o populație de 432 locuitori.